# スナックエリー
『スナックエリー』は、大宮エリーがスナックのママとなり、来店するお客様（ゲスト）と話すUstreamを使用したトーク番組。
家飲みエリーと称して、ママの部屋から配信することもある。

## 主なお客様
- 第1回 飛び入りゲスト ムッシュかまやつ、南こうせつ
- 第3回 (2010年5月10日) 鈴木拓（ドランクドラゴン）、山里亮太（南海キャンディーズ）
- 第4回 (2010年5月17日) チャットモンチー
- 第6回 (2010年5月24日) 高須光聖（放送作家）、飛び入りゲスト ピエール瀧
- 第7回 (2010年5月30日) 鈴木杏
- 第8回 (2010年6月7日)   高橋久美子（チャットモンチー）＠家飲みエリー
- 第10回 (2010年6月21日) 秀島史香＠家飲みエリー
- 第11回 (2010年6月27日) 田中卓志（アンガールズ）
- 第12回 (2010年7月12日) スチャダラパー
- 第13回 (2010年7月23日) 千原ジュニア
- 第16回 (2010年8月9日)　一青窈
- 第18回 (2010年8月25日) 鈴木拓＠家飲みエリー
- 第19回 (2010年8月30日)　山里亮太、鈴木拓
- 第21回 (2010年9月9日)　沢田幸二、原田らぶ子＠福岡
- 第22回 (2010年9月13日)　松尾スズキ
- 第23回 (2010年9月20日)　SU (RIP SLYME)
- 第27回 (2010年10月18日)　フミ(POLYSICS)
- 第28回 (2010年10月27日)　亀田誠治
- 第30回 (2010年11月8日)　坂井真紀
- 第32回 (2010年11月22日)　川越達也、青山有紀＠家飲みエリー
- 第35回 (2010年12月13日)　川辺ヒロシ(TOKYO No.1 SOUL SET)＠家飲みエリー
- 第36回 (2010年12月20日)　山里亮太、田中卓志、鈴木拓
- 第37回 (2011年1月7日)　若林正恭（オードリー）
- 第39回 (2011年1月19日)　吉村由美（PUFFY）
- 第41回 (2011年2月2日)　北川一成
- 第43回 (2011年2月14日)　鈴木拓
- 第44回 (2011年2月23日)　チャットモンチー
- 第49回 (2011年4月13日)　みさこ（神聖かまってちゃん）
- 第50回 (2011年4月19日)　斉藤和義
- 第54回 (2011年5月18日)　鶴田真由
- 第55回 (2011年5月25日)　戸次重幸（TEAM NACS）
- 第57回 (2011年6月8日) 片桐仁
- 第59回 (2011年6月22日)　板東英二
- 第63回 (2011年7月20日)　浜崎貴司
- 第64回 (2011年7月27日)　田中要次
- 第66回 (2011年8月10日)　BIKKE
- 第68回 (2011年8月24日)  吹石一恵、田中要次
- 第69回 (2011年8月31日)　川島明（麒麟）
- 第70回 (2011年9月7日)　上田誠、本多力（ヨーロッパ企画）
- 第71回 (2011年9月14日)　u-zhaan
- 第73回 (2011年9月28日)　藤村忠寿
- 第74回 (2011年10月5日)　川島明（麒麟）
- 第75回 (2011年10月11日)  坂本美雨
- 第76回 (2011年9月14日)　u-zhaan
- 第77回 (2011年10月26日)　村上純（しずる）
- 第78回 (2011年11月1日)　徳井義実（チュートリアル）
- 第80回 (2011年11月16日)　上原多香子
- 第83回 (2011年12月7日)　永積崇（ハナレグミ）
- 第84回 (2011年12月14日)　池田貴史（レキシ）
- 第85回 (2011年12月21日)　TERU（GLAY）
- 第87回 (2012年1月6日)　u-zhaan、藤枝暁
- 第89回 (2012年1月18日)　BOSE（スチャダラパー）
- 第90回 (2012年1月25日)　口口口、三浦康嗣
- 第93回 (2012年2月15日)　INNER SCIENCE
- 第95回 (2012年3月7日)　野口美佳
- 第97回 (2012年3月22日)　徳井義実（チュートリアル）
- 第98回 (2012年3月28日)　川辺ヒロシ、山嵜廣和(toe)
- 第99回 (2012年4月3日)　オカモト"MOBY"タクヤ(Scoobie Do)
- 第100回 (2012年4月11日)　渋谷慶一郎
- 第101回 (2012年4月17日)　徳井義実（チュートリアル）
- 第103回 (2012年5月2日)　八嶋智人
- 第104回 (2012年5月16日)　u-zhaan
- 第106回 (2012年5月30日)　宮下今日子
- 第108回 (2012年6月13日)　環ROY
- 第109回 (2012年6月19日)　上江洌清作(MONGOL800)
- 第110回 (2012年6月28日)　環ROY
- 第111回 (2012年7月3日)　佐藤尚之
- 第112回 (2012年7月11日)　勝井祐二
- 第114回 (2012年7月24日)　七尾旅人
- 第115回 (2012年8月8日)　亀田誠治
- 第117回 (2012年8月22日)　綾小路翔
- 第118回 (2012年8月31日) 鈴木拓(ドランクドラゴン)
- 第119回 (2012年9月11日)　HISASHI(GLAY)
- 第120回 (2012年9月19日)　藤村忠寿
- 第121回 (2012年10月3日)　福岡晃子（チャットモンチー）
- 第123回 (2012年10月17日)　青山有紀
- 第124回 (2012年10月24日)　徳井義実（チュートリアル）
- 第127回 (2012年11月14日)　川島明（麒麟）
- 第130回 (2012年12月5日)　u-zhaan
- 第131回 (2012年12月12日)　梅佳代
- 第132回 (2012年12月19日)  坂本美雨
- 第133回 (2012年12月26日)  田中卓志（アンガールズ）、鈴木拓（ドランクドラゴン）、中岡創一（ロッチ）、椎葉宏治
- 第135回 (2013年1月31日)　HISASHI(GLAY)
- 第136回 (2013年2月6日)　いとうあさこ
- 第137回 (2013年2月14日)　板尾創路